# Ministre de la Sécurité publique et de la Protection civile
Le ministre de la Sécurité publique et de la Protection civile (en anglais : Minister of Public Safety and Emergency Preparedness) est un ministre de la Couronne dans le cabinet canadien. Le poste a la responsabilité de Sécurité publique Canada.
Depuis le 13 mai 2025, le poste est occupé par Gary Anandasangaree, avec le titre de ministre de la Sécurité publique.
Le poste est officiellement créé dans son incarnation actuelle en 2005, en remplacement du poste de solliciteur général. En pratique le titre existe depuis le 12 novembre 2003, en remplacement du titre de solliciteur général.

## Historique

### Réorganisation de 2003
Lorsque Paul Martin constitue son cabinet le 12 décembre 2003 il procède à la nomination d'Anne McLellan au poste de vice-première ministre et de Solliciteur général du Canada, portant le titre de vice-première ministre et ministre de la Sécurité publique et de la Protection civile.
À cette occasion l'Agence des services frontaliers du Canada est constituée par un ordre en conseil et placée sous la responsabilité de la ministre de la Sécurité publique et de la Protection civile,, en remplacement du Ministre de la Citoyenneté et de l'Immigration. Paul Martin nomme également Albina Guarnieri au poste de ministre d'État (Protection civile) pour assister la ministre de la Sécurité publique et de la Protection civile.
La ministre de la Sécurité publique et de la Protection civile obtient aussi la responsabilités de deux organismes :
- Le Bureau de la protection des infrastructures essentielles et de la protection civile (en remplacement du ministre de la Défense nationale)[6];
- Le Centre national de prévention du crime (en remplacement du ministre de la Justice)[7].

Le poste de ministre d'État (Protection civile) est abandonné lors du remaniement du 20 juillet 2004. La ministre de la Sécurité publique et de la Protection civile est alors officiellement désignée responsable de l'application de la Loi sur la protection civile en remplacement du ministre de la Défense nationale.

### Création du ministère (2005)
Le ministère de la Sécurité publique et de la Protection civile est officiellement créé le 4 avril 2005 en remplacement du ministère du Solliciteur général lors que la Loi sur le ministère de la Sécurité publique et de la Protection civile  entre en vigueur,.

## Liste des titulaires
| Titulaire Intitulé                                                         | Titulaire Intitulé | Titulaire Intitulé | Parti        | Début            | Fin              | Gouvernement     |
| -------------------------------------------------------------------------- | ------------------ | --- | ------------ | ---------------- | ---------------- | ---------------- |
|                                                                            |                    | Anne McLellan Ministre de la Sécurité publique et de la Protection civile                                              | Libéral      | 4 avril 2005     | 5 février 2006   | 27e (Martin)     |
|                                                                            |                    | Stockwell Day Ministre de la Sécurité publique                                                                         | Conservateur | 6 février 2006   | 29 octobre 2008  | 28e (Harper)     |
|                                                                            |                    | Peter Van Loan Ministre de la Sécurité publique                                                                        | Conservateur | 30 octobre 2008  | 18 janvier 2010  | 28e (Harper)     |
|                                                                            |                    | Vic Toews Ministre de la Sécurité publique                                                                             | Conservateur | 19 janvier 2010  | 9 juillet 2013   | 28e (Harper)     |
|                                                                            |                    | Steven Blaney Ministre de la Sécurité publique et de la Protection civile                                              | Conservateur | 15 juillet 2013  | 3 novembre 2015  | 28e (Harper)     |
|                                                                            |                    | Ralph Goodale Ministre de la Sécurité publique et de la Protection civile                                              | Libéral      | 4 novembre 2015  | 21 novembre 2019 | 29e (J. Trudeau) |
|                                                                            |                    | Bill Blair Ministre de la Sécurité publique et de la Protection civile                                                 | Libéral      | 21 novembre 2019 | 26 octobre 2021  | 29e (J. Trudeau) |
|                                                                            |                    | Marco Mendicino Ministre de la Sécurité publique                                                                       | Libéral      | 26 octobre 2021  | 25 juillet 2023  | 29e (J. Trudeau) |
|                                                                            |                    | Dominic LeBlanc Ministre de la Sécurité publique, des Institutions démocratiques et des Affaires intergouvernementales | Libéral      | 26 juillet 2023  | 20 décembre 2024 | 29e (J. Trudeau) |
|                                                                            |                    | David McGuinty Ministre de la Sécurité publique                                                                        | Libéral      | 20 décembre 2024 | 14 mars 2025     | 29e (J. Trudeau) |
| David McGuinty Ministre de la Sécurité publique et de la Protection civile | 14 mars 2025       | 13 mai 2025 | Libéral      | 30e (Carney)     |                  |                  |
|                                                                            |                    | Gary Anandasangaree Ministre de la Sécurité publique                                                                   | Libéral      | 30e (Carney)     | 13 mai 2025      | En fonction      |

### Anciens postes connexes

#### Ministre de la Sécurité frontalière et de la Réduction du crime organisé (2018-2019)
| Titulaire Parti | Titulaire Parti | Titulaire Parti    | Début           | Fin              | Cabinet          |
| --------------- | --------------- | ------------------ | --------------- | ---------------- | ---------------- |
|                 |                 | Bill Blair Libéral | 18 juillet 2018 | 20 novembre 2019 | 29e (J. Trudeau) |